# Aaj Ki Raat
Aaj Ki Raat è un singolo dei cantanti indiani Alisha Chinai, Mahalakshmi Iyer e Sonu Nigam, pubblicato il 26 agosto 2006 come estratto dalla colonna sonora del film Don - The Chase Begins Again.

## Descrizione
Il brano contiene musiche di Shankar-Ehsaan-Loy e testi di Javed Akhtar.